# آرسن آیدینیان
آرسن آیدینیان (ارمنی: Արսեն Այտընյան; ‏۱۹ ژانویهٔ ۱۸۲۵ – ۲۱ ژوئیهٔ ۱۹۰۲) کشیش، زبان‌شناس و زبان‌دان ارمنی و استاد ده زبان بود. معروفترین اثر وی تحت عنوان Critical Grammar of the Vernacular or Modern Armenian Language در سال ۱۸۶۶ به چاپ رسید. وی نقش بسزایی در تأسیس روزنامه رسمی «Հանդէս ամսօրեայ» در سال ۱۸۸۷ داشت جایی که بیشتر مقالاتش را در آنجا به چاپ رسانید.

## زندگی‌نامه
در ۱۹ ژانویهٔ ۱۸۲۵ در کنستانتینوپل به دنیا آمد. وی در ۲۱ ژوئیهٔ ۱۹۰۲ در سن ۷۷ سالگی در وین درگذشت.